# Fritz Karsen
Fritz Karsen (* 11. November 1885 in Breslau, Provinz Schlesien; † 25. August 1951 in Guayaquil, Ecuador) war ein deutscher Pädagoge. Er zählte zu den führenden Schulreformern in der Weimarer Republik, war einer der ersten Begründer einer Gesamtschule in Deutschland und ein Wegbereiter des zweiten Bildungswegs.

## Herkunft und erste berufliche Erfahrungen
Fritz Karsen wurde als Fritz Krakauer geboren. Er war der zweite Sohn des Oberlehrers Gustav Krakauer und seiner Ehefrau Clara, geborene Bernstein. Er hatte drei Geschwister. Die Familie war jüdischer Abstammung. Fritz wurde mit 14 Jahren evangelisch getauft. Er erhielt schon als Schüler wie sein älterer Bruder Otto den Namen Karsen. Beide besuchten das liberale Johannesgymnasium in Breslau.
Nach dem Abitur im März 1904 studierte Karsen in Breslau Sanskrit, Indologie und Philosophie, dann Germanistik und Anglistik mit dem Ziel höheres Lehramt. Am 24. Juli 1908 wurde er mit einer Dissertation über Henrich Steffens promoviert, und am 10. Juli 1909 legte er das Staatsexamen in den Fächern Deutsch, Englisch und Philosophische Propädeutik ab und erwarb damit die Lehrberechtigung für die Oberstufe.
Im Oktober 1909 begann Karsen die zweite Phase seiner Oberlehrerausbildung, die ihn an verschiedene Schulen führte. Er legte Erweiterungsprüfungen ab (1910 für das Fach Französisch in der Mittelstufe und 1911 für das Fach Turnen und Spielen). Im Oktober 1911 wurde er als Oberlehrer festangestellt und erhielt seine erste Stelle an der Oberrealschule in Liegnitz. Zum 1. April 1912 wurde er an die Realschule in Magdeburg versetzt, wo er sechseinhalb Jahre tätig blieb. In diese Zeit fiel auch der Erste Weltkrieg, an dem Fritz Karsen nicht teilnehmen musste, da er wegen eines Magenleidens von der Militärpflicht befreit war. Ebenfalls in dieser Magdeburger Zeit heiratete Karsen 1917 die hannoversche Beamtentochter Erna Heidermann, die in ihrer Heimatstadt die Höhere Schule und danach die Kunsthochschule besucht hatte.

## Die ersten Berliner Jahre
Zu Beginn des Schuljahres 1918/1919 hatte sich Karsen um eine Oberlehrerstelle an der Luise-Henriette-Schule beworben, einem Lyzeum mit angeschlossenem Lehrerinnenseminar in Berlin-Tempelhof. Am 1. Oktober 1918 wurde er dort auf eine Oberlehrerstelle berufen. Der Bildungshistoriker Gerd Radde vermutete hinter diesem Schritt, dem Wechsel von Magdeburg nach Berlin, sowohl wissenschaftliche als auch politische Motive. Letztere werden bereits Ende des Jahres 1918 deutlich, als sich Karsen bei einer Philologenversammlung in Charlottenburg für eine demokratische Bildungspolitik ausspricht und damit eine Oppositionsrolle innerhalb der Versammlung einnimmt. Im Mai 1919 wurde er Mitglied der SPD, und im September des gleichen Jahres gründete er zusammen mit Franz Hilker, Siegfried Kawerau, Otto Koch, Paul Oestreich, Elisabeth Rotten, Anna Siemsen u. a. den Bund Entschiedener Schulreformer.
In diese erste Berliner Zeit fällt auch die Geburt des einzigen Kindes von Fritz Karsen und seiner Frau Erna: Am 11. April 1919 wurde die (2013 in den USA gestorbene) Tochter Sonja Petra Karsen geboren.
Karsens Engagement im Bund Entschiedener Schulreformer und der Versuch, die dort erarbeiteten Konzepte wenigstens partiell in den Schulalltag der „Luise-Henriette-Schule“ zu übertragen, führten zu tiefgreifenden Spannungen zwischen ihm und dem Direktor der Schule. Direktor Brinker praktizierte das, was man heute als Mobbing bezeichnen würde, hatte dabei aber Karsens Widerständigkeit unterschätzt. Karsen bat das Preußische Kultusministerium um Klärung der strittigen Fragen – und er hatte Erfolg: Minister Konrad Haenisch belehrte den Direktor über die Unangemessenheit seines Verhaltens. Zugleich aber schaffte er Distanz zwischen den zwei Kontrahenten: Mit Schreiben vom 14. April 1920 wurde Karsen zum Oberstudiendirektor an der Staatlichen Bildungsanstalt in Lichterfelde ernannt.
Staatlichen Bildungsanstalt klingt harmlos, doch dahinter verbirgt sich weit mehr. Sie sollte nämlich die Nachfolgeeinrichtung der Preußischen Hauptkadettenanstalt werden, mithin ein pädagogisches Konversionsprojekt.
Radde hat das Scheitern dieses Reformvorhabens – dessen äußere und innere Widersacher – ausführlich beschrieben, und Sonja Petra Karsen resümiert über ihres Vaters Auftrag:

„Er sollte diese militärische Einrichtung zu einer ‚Staatlichen Bildungsanstalt‘ (STABILA) umgestalten. Aber es wurde ihm täglich ungeheurer Widerstand von seiten der monarchistisch eingestellten Lehrer wie auch der Schüler entgegengesetzt. Der Versuch einer pädagogischen Umformung dieser bekannten Institution des ehemaligen preußischen Kadettenkorps scheiterte an den damaligen politischen Verhältnissen.“

Noch im Jahr 1920 verließ Karsen die Lichterfelder Einrichtung und wurde wissenschaftlicher Mitarbeiter im Preußischen Kultusministerium. Dort hatte er Gelegenheit, sein 1921 erschienenes Buch „Die Schule der werdenden Gesellschaft“ zu schreiben. Auf diesen Titel anspielend, kommt Radde über Karsens kurze Zeit an der Staatlichen Bildungsanstalt zu einer recht positiven Einschätzung, die folgenreich für dessen weitere Arbeit gewesen sei:

„Dennoch blieb Lichterfelde für Karsen nicht bloße Episode. Die hier gewonnenen Einsichten bewogen ihn, die Grundlagen seiner Pädagogik in politischem Zusammenhang zu sehen und sich neu zu orientieren. So erscheint Lichterfelde als Wendemarke: es leitet eine Epoche im Wirken Fritz Karsens ein, die gekennzeichnet ist durch sein Engagement für die ‚neue Schule‘, für eine Schule der ‚werdenden Gesellschaft‘.“

Karsens offizielle Tätigkeit im Ministerium bestand darin, sich mit pädagogischen Versuchen in öffentlichen und privaten Schulen in Deutschland zu befassen, was er nicht nur theoretisch tat, sondern auch durch viele Hospitationen. Dabei kam er in engen Kontakt zu dem im Januar 1921 zum Berliner Oberstadtschulrat berufenen Wilhelm Paulsen und dessen Vorstellungen einer Gemeinschaftsschule. Karsen wurde zu einem engagierten Vertreter von Paulsens schul- und bildungspolitischen Entwürfen, die „auf eine radikale innere und äußere Reform des Berliner Schulwesens hinaus[liefen] (die nicht zuletzt auch das Ende der höheren Schule als einer Domäne des Bürgertums bedeutete)“. Neue Schule in diesem Kontext meint „nicht mehr nur den Gegensatz zur sogenannten ‚alten Schule‘, wie ihn Vertreter der verschiedenen reformpädagogischen Strömungen längst entwickelt hatten; für Paulsen und Karsen war sie immer zugleich Ausdruck der werdenden, das heißt im Wandel zum Sozialismus begriffenen Gesellschaft“.
Bereits in dieser frühen Phase zeichnete sich eine Kontroverse ab, die sich später an der Karl-Marx-Schule wiederholte und die Karsen in Widerspruch zu jenen brachte, die Schulreformen erst nach einer radikalen Umwälzung der politischen Machtverhältnisse für möglich hielten. Er, Paulsen und Kurt Löwenstein bejahten die Möglichkeit, innerhalb der Grenzen des Erreichbaren sofort auf allen Gebieten an die Arbeit zu gehen. Dieser reformistische Ansatz, der ein Nacheinander von Politik und Schulentwicklung ablehnte, brachte Karsen nicht nur in Widerspruch zu kommunistischen Positionen, sondern auch zu früheren Mitstreitern aus dem Bund Entschiedener Schulreformer, allen voran Paul Oestreich.

## VomKaiser-Friedrich-RealgymnasiumzurKarl-Marx-Schule
Karsens Drang zur pädagogischen Praxis fand ein neues Betätigungsfeld durch seine im Jahr 1921 erfolgte Berufung zum Oberstudiendirektor des Kaiser-Friedrich-Realgymnasiums in Berlin-Neukölln, dem er 1923 Arbeiter-Abiturientenkurse angliederte, die es ermöglichten, das Abitur auf dem Zweiten Bildungsweg nachzuholen. 1927 ergänzte er seine Schule um eine achtstufige Volksschule. 1929/30 wurde dieser Versuch einer „Einheitsschule“, die Merkmale einer heutigen Gesamtschule aufwies, in „Karl-Marx-Schule“ umbenannt.

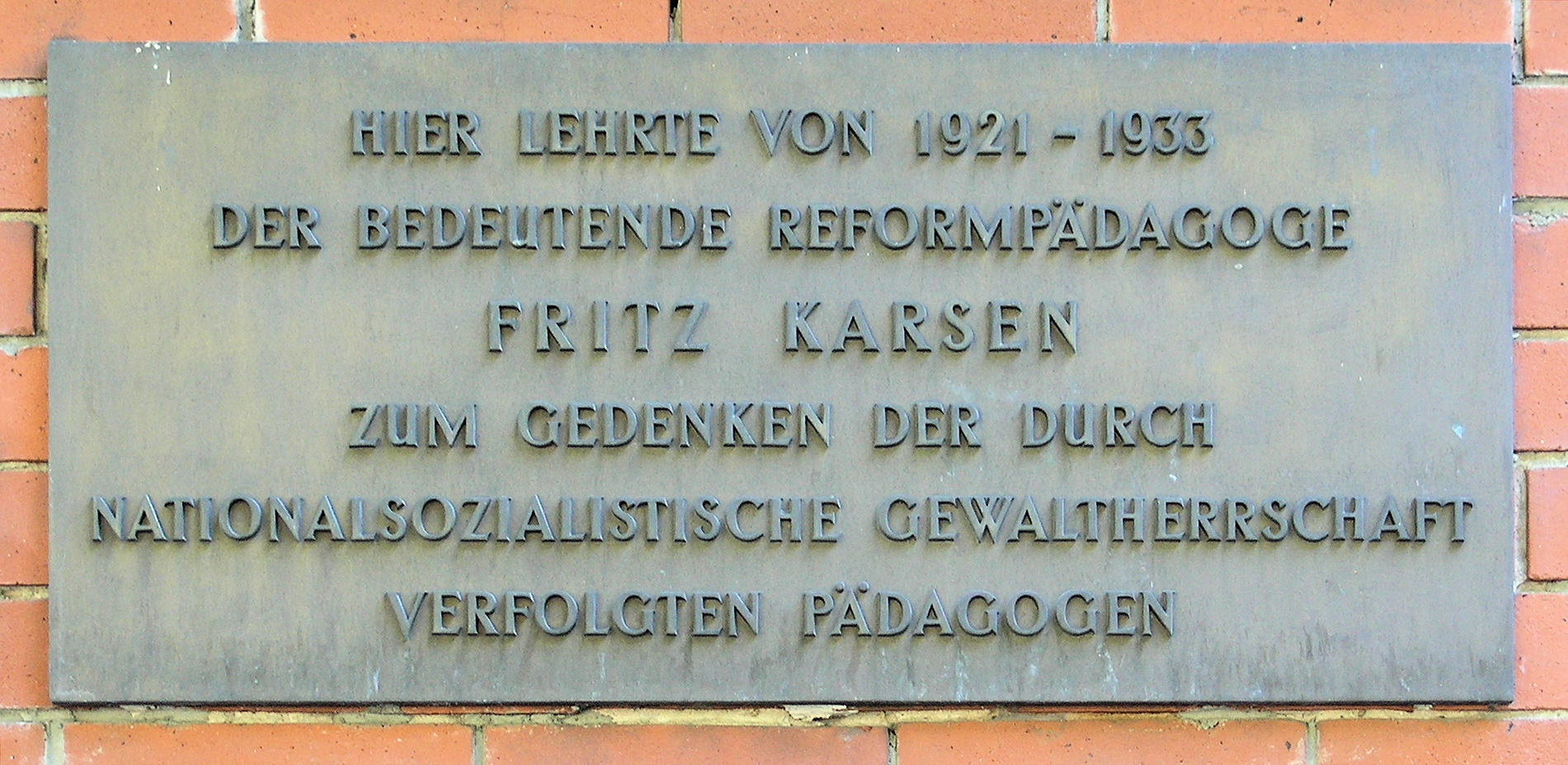
Gedenktafel am Haus Sonnenallee 79, in Berlin-Neukölln

Karsens Neuköllner Jahre wurden 1927 unterbrochen durch einen fast sechsmonatigen Aufenthalt in den USA. Er reiste – wie ein Jahr zuvor Erich Hylla – auf Einladung von Richard Thomas Alexander, der Direktor eines für die Lehrerausbildung zuständigen Colleges an der Columbia University war. Hier lernte er Alexanders Assistenten John Taylor kennen, der später ein Jahr bei Karsen in Berlin hospitierte. Durch Taylor erhielt Karsen 1946 die Möglichkeit, im Rahmen der amerikanischen Reeducation-Programme für einige Zeit wieder nach Berlin zurückzukehren.
Karsen, der mit Frau und Tochter in die USA gereist war, hielt dort Vorträge und einen Sommerkurs an verschiedenen Colleges und Universitäten. Sein Interesse galt vor allem der Lehrerausbildung und Universitäten wie der Fisk University, zu denen nur Schwarze Zutritt hatten. Er kam dabei auch in engen Kontakt zu führenden Erziehungswissenschaftlern wie John Dewey, Helen Parkhurst, Orville Gilbert Brim und Carleton Washburne, über den er den Winnetka-Plan kennenlernte.
Nach Einschätzung seiner Tochter beeinflusste der USA-Aufenthalt „die pädagogischen Ideen meines Vaters, da er vieles auf dem Gebiet der Erziehung in den USA sehr bewunderte. Einige der neu gewonnenen Einsichten übernahm er in das Programm seiner Schule in Berlin.“ Diese Bewunderung für das amerikanische Erziehungswesen reichte jedoch nicht so weit, in den USA zu bleiben:

„Mein Vater erhielt mehrere Angebote, in den Vereinigten Staaten zu bleiben, aber seine Arbeit in Berlin interessierte ihn weitaus mehr, vor allem weil er schon dabei war, das Projekt der ‚Dammwegschule‘ zu konzipieren.“

## Exil in der Schweiz und in Frankreich
Im Jahr 1933 wurde Karsen von den Nationalsozialisten aus dem Schuldienst entlassen, und zwar mitten aus einer mündlichen Abiturprüfung heraus. Eine damalige Schülerin berichtet: „Am 21. Februar 1933 war mündliches Abitur. Ich wurde von Frau Dr. Panzer geprüft. Herr Dr. Karsen hatte den Vorsitz. Alle Mitglieder der Prüfungskommission erschienen mir sehr nervös, Frau Dr. Panzer hatte große Schwierigkeiten die Prüfungsfragen an mich zu richten. Sie versprach sich häufig. Ich kannte sie als sehr sicher und kompetente Lehrerin und konnte mir die Nervosität zuerst nicht erklären. Doch noch ehe meine Prüfung beendet war, ging die Tür auf, zwei Herren in Zivil betraten das Prüfungszimmer und forderten Herrn Karsen auf, unverzüglich mitzukommen.“ Eine Woche später, am 28. Februar 1933, dem Tag des Berliner Reichstagsbrandes, überschritt die Familie die Schweizer Grenze und zog nach Zürich.

„Die Schweizer waren sehr großzügig zu uns, besonders die Sozialdemokraten und einige junge Züricher Architekten, die mein Vater wahrscheinlich über eine Empfehlung von Bruno Taut kennenlernte. Sie verschafften uns eine Wohnung in Zürich-Neubühl. Das war damals die modernste Siedlung der Stadt. Man stattete diese Wohnung mit Bauhausmöbeln aus, die die Architekten von Ausstellungen her besaßen. Die Möbel waren natürlich nur geliehen. Ich muß sagen, wir haben selten so schön gewohnt. Auch muß erwähnt werden, daß der auch international bekannte Verleger Dr. Emil Oprecht und seine Frau sich unser in rührender Weise angenommen haben, auch Dr. Hans Ganz, ein bekannter Schweizer Maler, Komponist und Schriftsteller, zählte zu den Freunden meiner Eltern, ebenso der Architekt Max Erns Häfeli.“

Trotz dieser prominenten Unterstützung war es für die Familie klar, dass sie nicht lange in der Schweiz würden bleiben können, aus finanziellen Gründen nicht, und auch deshalb, weil Fritz Karsen nur sehr eingeschränkt arbeiten durfte. Seine einzige Einnahmequelle waren Artikel in Schweizer Zeitschriften über deutsche Erziehung und Pädagogik, allerdings über eine, die es in Deutschland zwischenzeitlich nicht mehr gab. So entstand der Plan, eine internationale Schule in Paris zu gründen, der 1934 auch verwirklicht werden konnte.
Vermutlich im französischen Exil war Karsen auch Mitglied im Verband deutscher Lehreremigranten geworden.
Die von Fritz Karsen gegründete École nouvelle de Boulogne war nicht sehr erfolgreich, und so musste die Schule 1937 von Karsens Nachfolger als Schulleiter, Walter Damus, geschlossen werden.

## Exil in Kolumbien
Fritz Karsen war bereits 1936 aus der École nouvelle de Boulogne ausgeschieden und als Bildungsberater der kolumbianischen Regierung nach Bogotá gezogen. Zuvor, 1935, war eine Einwanderung in die USA trotz eines Affidavits von Max Horkheimer, der zwischenzeitlich mit dem Institut für Sozialforschung von Genf nach New York umgezogen war, an den restriktiven US-amerikanischen Einwanderungsbestimmungen gescheitert. Karsen hatte Horkheimer 1929 kennengelernt, als er einen Kurs über Erziehungswissenschaft an der Frankfurter Universität abgehalten hatte.
Sonja Petra Karsen vermutet, dass die Einladung nach Kolumbien auf Vermittlung von Fritz Demuth von der Notgemeinschaft deutscher Wissenschaftler im Ausland geschehen sei, bei der ihr Vater seine Unterlagen hinterlegt habe. Fritz Karsen nahm diese Einladung an, und dank der französischen „Titres de Voyage“ konnte die gesamte Familie, deren deutsche Pässe inzwischen vom Deutschen Reich gesperrt worden waren, im März 1936 über die USA nach Kolumbien reisen. Sie wohnten fortan in Bogotá.
In Bogotá gab es eine kleine deutsche Emigrantenszene, zu der bald auch der deutsche Architekt Leopold Rother stieß. Mit ihm zusammen plante Karsen den Universitätscampus Bogotá für die Universidad Nacional de Colombia. Wie schon beim Projekt Dammwegschule, das er zusammen mit Bruno Taut in Angriff genommen hatte, strebten Karsen und Rother auch jetzt wieder eine Architektur an, die sich an den besonderen Anforderungen einer Bildungseinrichtung orientierte. Die Dammwegschule wurde dadurch zu einer Art Blaupause für die neue Universität, ergänzt um weitere architektonische Rückgriffe auf Bruno Taut.

„Wie schon vorher erwähnt, war es Karsen, der eine Kreisform mit einem Freiraum in der Mitte vorschlug, und er stimmt somit mit Rother überein. Rother, mit seinen theoretischen Kenntnissen des Expressionismus und des modernen Städtebaus, entwickelte dieses Konzept weiter. Sowohl Karsen als auch Rother waren mit diesen Bewegungen vertraut. Karsen, der in Berlin mit Bruno Taut gearbeitet hatte, kannte selbstverständlich die Hufeisensiedlung, welche von Taut nach den Regeln der Gartenstadt entworfen wurde. Taut hatte ebenfalls 1912 den Auftrag bekommen, den Bebauungsplan der Gartenstadt Falkenberg auszuarbeiten. Das Konzept der Hufeisensiedlung, mit einem großräumigen Park in der Mitte, kann man gut mit der ursprünglichen Planung von Karsen für die Universitätsstadt vergleichen. Auch Rother hatte bereits Vorschläge für moderne Wohnsiedlungen gemacht, wie zum Beispiel beim Wettbewerb für den Entwurf einer Polizeiunterkunft in Essen im Jahr 1929. Bei zwei der Variationen, die Rother für diesen Wettbewerb vorschlug, erstellte er ein Wohnsiedlungsschema in Form eines Hufeisens mit einem zentralen Freiraum, sehr ähnlich dem ein paar Jahre zuvor gebauten Projekt von Taut. In seinen Vorlesungen hebt Rother auch Wohnsiedlungsprojekte hervor, die die Dynamik des Expressionismus haben. Ein Beispiel hierfür ist die Berufs- und Fachschule in Berlin Charlottenburg von Hans Poelzig aus dem Jahre 1927, welche ein Vorbild für seine Schulstadt in Santa Marta war. Mit seinen Kenntnissen über die europäische Avantgarde und seinem Interesse am Expressionismus ist es nicht verwunderlich, dass Rother Karsens Idee eines kreisförmigen Vorentwurfes für den Campus in Bogota aufgriff und sie entwickelte.“

Die Realisierung der aus der gemeinsamen Arbeit hervorgegangenen Planungen oblag später alleine Leopold Rother, da Karsen 1938 in die USA übersiedelte. In den zwei Jahren davor hat er sich jedoch nicht nur mit den Planungen für die neue Universität beschäftigt, sondern er bereiste im Auftrag der Regierung das Land und unterbreitete auf der Basis der dabei gewonnenen Erfahrungen Pläne für die Weiterentwicklung des gesamten kolumbianischen Erziehungswesens von den Elementarschulen bis hin zu den Universitäten. „Er übergab der Regierung u. a. Projekte für die ‚Escuela Normal Superior‘ und die Lehrerausbildung; er schlug vor, der ‚Universidad Nacional‘ eine Pädagogische Fakultät anzugliedern. Auch unterwarf er deren Lehrpläne einer kritischen Revision.“
Durch einen Erlass des kolumbianischen Präsidenten erhielt Karsen „am 26. Februar 1937 in Würdigung seiner außerordentlichen Leistungen die kolumbianische Staatsbürgerschaft“ verliehen. Ein Jahr später machte ihm dann allerdings sein Gesundheitszustand zu schaffen. Karsen litt unter Bluthochdruck, der ihn in der kolumbianischen Höhenlage stark gefährdete. Er beantragte deshalb 1938 Urlaub, den er in den USA verbringen wollte. Der amerikanische Konsul in Bogotá bot ihm jedoch statt eines Besuchervisums ein Quota-Visum an, das ihm und seiner Familie die dauerhafte Einreise in die USA ermöglichte. Fritz Karsen ließ daraufhin seinen Vertrag mit der kolumbianischen Regierung auslaufen, und am 12. Mai 1938 erreichten er und seine Familie New York.

## Exil in den USA
Im Jahr 1938 wechselte Fritz Karsen nach New York und wurde auf Vermittlung Wilhelm Gaedes Lehrbeauftragter für Pädagogik am Brooklyn College. Das dadurch erzielte Einkommen reichte nicht für den Unterhalt der Familie, und Karsen zog zusätzlich noch ein „Rockefeller-Stipendium für ‚displaced scholars‘“, das als dreijährige Anschubfinanzierung für eine dauerhafte Beschäftigung durch das Brooklyn College gedacht war. Sonja Petra Karsen berichtet, dass ihrem Vater das Lehren am College nicht leichtgefallen sei, da es stark reglementiert und vorrangig auf die Vermittlung von durch „multiple choice tests“ abfragbarem Wissen angelegt gewesen sei. „Für einen Reformpädagogen war es nicht leicht, unter solchen Bedingungen zu arbeiten.“
Fritz Karsen war zu dieser Zeit nicht festangestellt und wurde nur semesterweise bezahlt. Er war zeitweise am Bryn Mawr College tätig und am City College of New York. Nach dem Überfall der Japaner auf Pearl Harbor wurde er 1943 arbeitslos: Die jungen Leute wurde nach dem damit verbundenen Kriegseintritt als Soldaten eingezogen, wodurch die Anzahl der Studenten so stark zurückging, dass selbst die festangestellten Lehrkräfte kaum noch Studenten zu unterrichten hatten.
Doch im Jahr 1943 ergab sich auch eine neue Beschäftigungsmöglichkeit. Die US-Army etablierte das Army Specialized Training Program (ASTP), dessen Aufgabe es wurde, „Offizieren eine Einführung in die kulturellen, ökonomischen und politischen Verhältnisse“ der Länder zu geben, in denen sie zum Einsatz kommen sollten. Karsen wurde als Dozent für Deutschland und Frankreich eingestellt. Zeitgleich engagierte er sich auch in einem frühen Reeducation-Projekt:

„Ab 1943 bereitete er außerdem als Leiter einer Arbeitsgemeinschaft von Historikern und Pädagogen für den Bermann-Fischer-Verlag ein Geschichtsbuch für deutsche Schulen vor. Von diesem Lehrbuch mit dem Titel ‚Geschichte unserer Welt‘, das als Veröffentlichung in drei Bänden geplant war, kamen 1947 die beiden die Neuzeit behandelnden Bände heraus. Sie sind von den Kontrollkommissionen der drei westlichen Besatzungsmächte für den Schulgebrauch genehmigt worden.“

Im Jahr 1944 gab Fritz Karsen die kolumbianische Staatsbürgerschaft auf und wurde amerikanischer Staatsbürger. „Erst dieser Wechsel gab ihm eigentlich das Gefühl, daß die Zeit der Emigration hinter ihm liege.“ Im Herbst 1945 wurde er „Instructor“ in der Deutschen Abteilung des New Yorker „City Colleges“. Es war seine erste Festanstellung seit seiner Ausreise aus Deutschland. Sein Vorgesetzter war Professor Sol Liptzin, der sich als Wissenschaftler, Autor und Pädagoge mit jiddischer und deutscher Literatur beschäftigte und das „Department of Germanic and Slavic Studies“ leitete.

## Nachkriegszeit und früher Tod
1946 meldete sich bei Fritz Karsen ein alter Freund, John W. Taylor, den er 1927 bei seinem Studienaufenthalt in den USA kennengelernt hatte. Taylor war inzwischen Leiter der Erziehungsabteilung des „Office of Military Government“ der US-Army (OMGUS) geworden und bot Karsen eine Tätigkeit in Berlin an. So kam es, dass Karsen von 1946 bis 1948 als Chief, Higher Education and Teacher Training in der Hauptabteilung Education and Cultural Relations der OMGUS nach Deutschland zurückkehrte. Er wohnte in Berlin-Dahlem und hatte ausreichend Gelegenheit, ehemalige Kollegen und Schüler der Karl-Marx-Schule zu treffen und mit ihnen zu diskutieren. Die Schule selber betrat er indes nicht mehr. Zusammen mit Paul Oestreich und Arno Wagner setzte er sich im April 1947 bei der Preußischen Landesversammlung in Berlin für die Erleichterung des Übergangs in höhere Schulen durch die Einführung einer achtjährigen gemeinsamen Grundschule für alle Schüler ein.
Eine seiner wichtigsten Aufgaben, die Karsen in Berlin wahrnahm, war – anfangs in Zusammenarbeit mit Robert Havemann – der Aufbau der Deutschen Forschungshochschule.
Bevor dieses Projekt verwirklicht werden konnte (und dann auch anders verwirklicht wurde, als es Karsens und Havemanns Intentionen entsprach), kehrte Karsen unter Ablehnung mehrerer deutscher Stellenangebote in die USA zurück. „Er kehrte 1948 nach Amerika zurück, weil er sich Amerika gegenüber zu Dank verpflichtet fühlte. Amerika hatte es ihm ermöglicht, neu zu beginnen, wieder ein normales Leben zu führen. Aus diesem Grunde – und keinem anderen – wollte er die amerikanische Staatsbürgerschaft nie wieder aufgeben.“

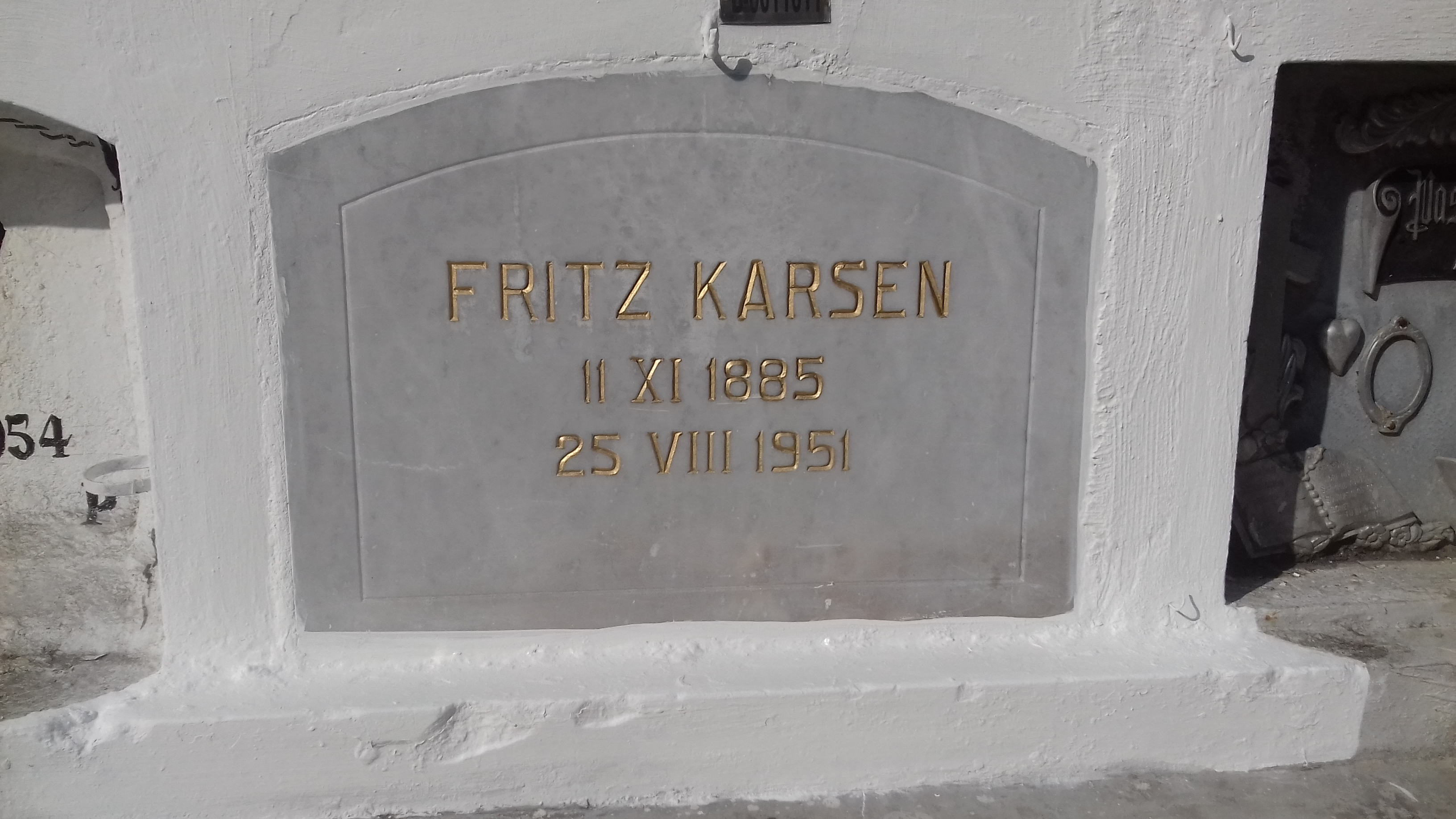
Grab von Fritz Karsen in Guayaquil/Ecuador -15. September 2019

Ab 1948 arbeitete er wieder am City College of New York als Assistant Professor für Deutsch, später als Associate Professor für Erziehungswissenschaft am Brooklyn College. 1951 reformierte er im Auftrag der UNESCO das Universitätswesen in Ecuador. „Er fühlte sich dort sehr wohl, seine Pläne für eine Reform des Universitätswesens fanden großen Anklang bei der Regierung. Aber er konnte sie nicht mehr realisieren, da sein Leben am 25. August 1951 während einer Überquerung des Guayasflusses plötzlich mitten im Gespräch – er unterhielt sich mit einem Emigranten – durch einen Gehirnschlag endete. Meine Mutter ließ ihn auf dem sehr schönen, mit hohen Palmen geschmückten Friedhof der Stadt Guayaquil beisetzen.“ Neuere Forschungsergebnisse weisen mit Blick auf UNESCO-Quellen darauf hin, dass die Arbeit in Ecuador auch von größeren Problemen begleitet war. So war das kleine Team, dem Karsen vorstand, mit dem Umfang der Arbeit überfordert und es gab auch Widerstände gegen eine Reform der Universitäten.
Unter dem Titel „Who the Fritz is Karsen?“ fand am 21. November 2015 zum 130. Geburtstag von Fritz Karsen eine vom Museum Neukölln und der Fritz-Karsen-Schule in Kooperation mit dem August-Bebel-Institut organisierte Veranstaltung statt, in der gefragt wurde: Was hat an Karsens Ansatz so fasziniert? Wie wird heute an ihn erinnert? Was ist von seinen Reformen geblieben? Bildungsstadtrat Jan-Christopher Rämer dazu: „Die Idee, in einer Gemeinschaftsschule lernen zu können, ist auf Fritz Karsen zurückzuführen und wurde vom damaligen Neuköllner Bildungsstadtrat Kurt Löwenstein politisch durchgesetzt. Heute ist die Schaffung von Gemeinschaftsschulen wieder in aller Munde. In Neukölln wird das Erbe unserer Vordenker durch neue pädagogische Konzepte an den Gemeinschaftsschulen Campus Rütli, Campus Efeuweg, Fritz-Karsen und Walter-Gropius weiter entwickelt. Der Grundgedanke des möglichst langen gemeinsamen Lernens ist heute so aktuell wie vor fast 100 Jahren.“

## Werke

### Monographien
- Henrik Steffens Romane. Ein Beitrag zur Geschichte des historischen Romans, Quelle & Meyer, Leipzig, 1908 (Dissertation)
- Die Schule der werdenden Gesellschaft. Stuttgart/Berlin 1921.
- Deutsche Versuchsschulen der Gegenwart und ihre Probleme. Leipzig 1923.
- Die neuen Schulen in Deutschland. Langensalza 1924.

### Aufsätze
- Die einheitliche Schule in Neukölln (Pädagogik und Schulhaus). In: Die Dammwegschule Neukölln. Berlin 1928, S. 3–25.
- Von der Aufbauschule zur Gesamtschule. In: Pädagogische Beilage der Leipziger Lehrerzeitung. Nr. 35/1928, S. 301–305.
- Sinn und Gestalt der Arbeitsschule. In: Adolf Grimme (Hrsg.): Wesen und Wege der Schulreform. Berlin 1930, S. 100–119.
- Vorwort zu einem Lehrplan. In: Aufbau. 4, 1931, S. 33–41. (Wiederabdruck in: Inge Hansen-Schaberg, Bruno Schonig (Hrsg.): Basiswissen Pädagogik: Reformpädagogische Schulkonzepte. Band 1: Reformpädagogik. Geschichte und Rezeption. Baltmannsweiler 2002, S. 128–138)
- Neue Schule in Neukölln (1929). In: Gerd Radde u. a. (Hrsg.): Schulreform. Kontinuitäten und Brüche. Das Versuchsfeld Berlin-Neukölln. Band 1: 1912–1945. Opladen 1993, S. 172–174.
- Die soziale Arbeitsschule als Lebensgemeinschaftsschule. In: Gerd Geissler (Hrsg.): Das Problem der Unterrichtsmethode in der Pädagogischen Bewegung. Weinheim 1994.
- Kritik der Methode der freien geistigen Arbeit. In: Gerd Geissler (Hrsg.): Das Problem der Unterrichtsmethode in der Pädagogischen Bewegung. Weinheim 1994.